# XRAY
XRAYとは、RCモデルのレーシングカーを開発しているスロバキアの模型メーカーである。

## 概要
競技用のRCカー開発が主力の会社であり、代表的な商品に1/10スケールのT4がある。ワークスチームTeam XRAYは、RCレースで世界的に活動している。
2016年8月24日～27日にかけて中国北京のサーキットで開催されたIFMAR ISTC世界選手権レースでは、XRAYの新型ツーリングシャーシ「T4 2017」を駆るBruno Coelho選手が、世界2位を獲得している。

## 代表的な製品

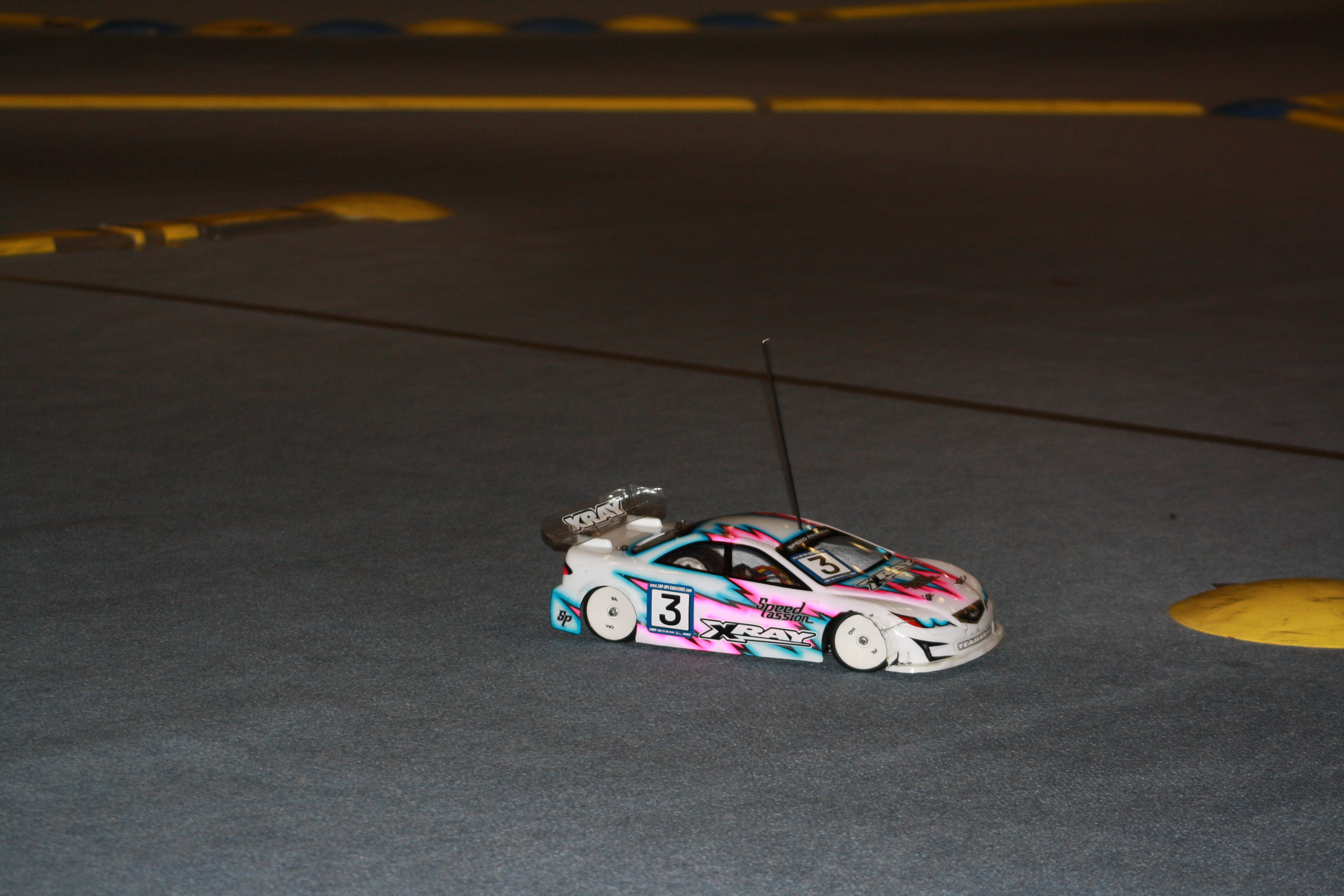
XRAYのRCモデル一例

### 1/8スケール
- RX8シリーズ

4WDエンジンカー
- XB8シリーズ

オフロードバギー
- XT9シリーズ

レーシングトラギー

### 1/10スケール
- T4シリーズ（'16、'15、'14など）

ARS(Active Rear Suspension)が特徴的な2ベルトドライブ4WDシャーシ。
- NT1シリーズ

4WDエンジンカー
- XB2シリーズ

2WDのオフロードバギー
- XB4シリーズ

4WDのオフロードバギー
- X1シリーズ

RWDのフォーミュラカー

### 1/12スケール
- X12シリーズ

### 1/18スケール
- M18シリーズ
- NT18シリーズ